# Pelahatchie
Pelahatchie è una città (town) degli Stati Uniti d'America, situata nella contea di Rankin, nello Stato del Mississippi.